# Agnes Vernon
Agnes 'Brownie' Vernon (27 de dezembro de 1895 – 21 de fevereiro de 1948) foi uma atriz norte-americana da era do cinema mudo. Ela atuou em 90 filmes entre 1914 e 1921.

## Filmografia selecionada
- The Old Cobbler (1914)
- A Ranch Romance (1914)
- Her Grave Mistake (1914)
- By the Sun's Rays (1914)
- The Oubliette (1914)
- A Miner's Romance (1914)
- Tangled Hearts (1916)
- Dangers of a Bride (1917)
- Widow by Proxy (1919)
- The Man from Kangaroo (1920)
- The Shadow of Lightning Ridge (1920)
- Silks and Saddles (1921)